# Phasmotaenia inermis
Phasmotaenia inermis is een insect uit de orde Phasmatodea en de familie Phasmatidae. 